# Dipartimento di Marcos Juárez
Marcos Juárez è un dipartimento argentino, situato nella parte orientale della provincia di Córdoba, con capoluogo Marcos Juárez.

## Geografia fisica
Esso confina con la provincia di Santa Fe e con i dipartimenti di Presidente Roque Sáenz Peña, Unión e San Justo.
Il dipartimento è suddiviso nelle seguenti pedanie: Caldera, Colonias, Cruz Alta, Espinillos, Las Tunas, Liniers, Saladillo.

## Società

### Evoluzione demografica
Secondo il censimento del 2001, su un territorio di 9.490 km², la popolazione ammontava a 99.761 abitanti, con un aumento demografico del 2,22% rispetto al censimento del 1991.

## Amministrazione
Nel 2001 il dipartimento comprendeva:
- 3 comuni (comunas in spagnolo):
  - Colonia Barge
  - Saladillo
  - Villa Elisa
- 18 municipalità (municipios in spagnolo):
  - Alejo Ledesma
  - Arias
  - Camilo Aldao
  - Capitán General Bernardo O'Higgins
  - Cavanagh
  - Colonia Italiana
  - Corral de Bustos
  - Cruz Alta
  - General Baldissera
  - General Roca
  - Guatimozín
  - Inriville
  - Isla Verde
  - Leones
  - Los Surgentes
  - Marcos Juárez
  - Monte Buey
  - Saira